# 西新几内亚战役

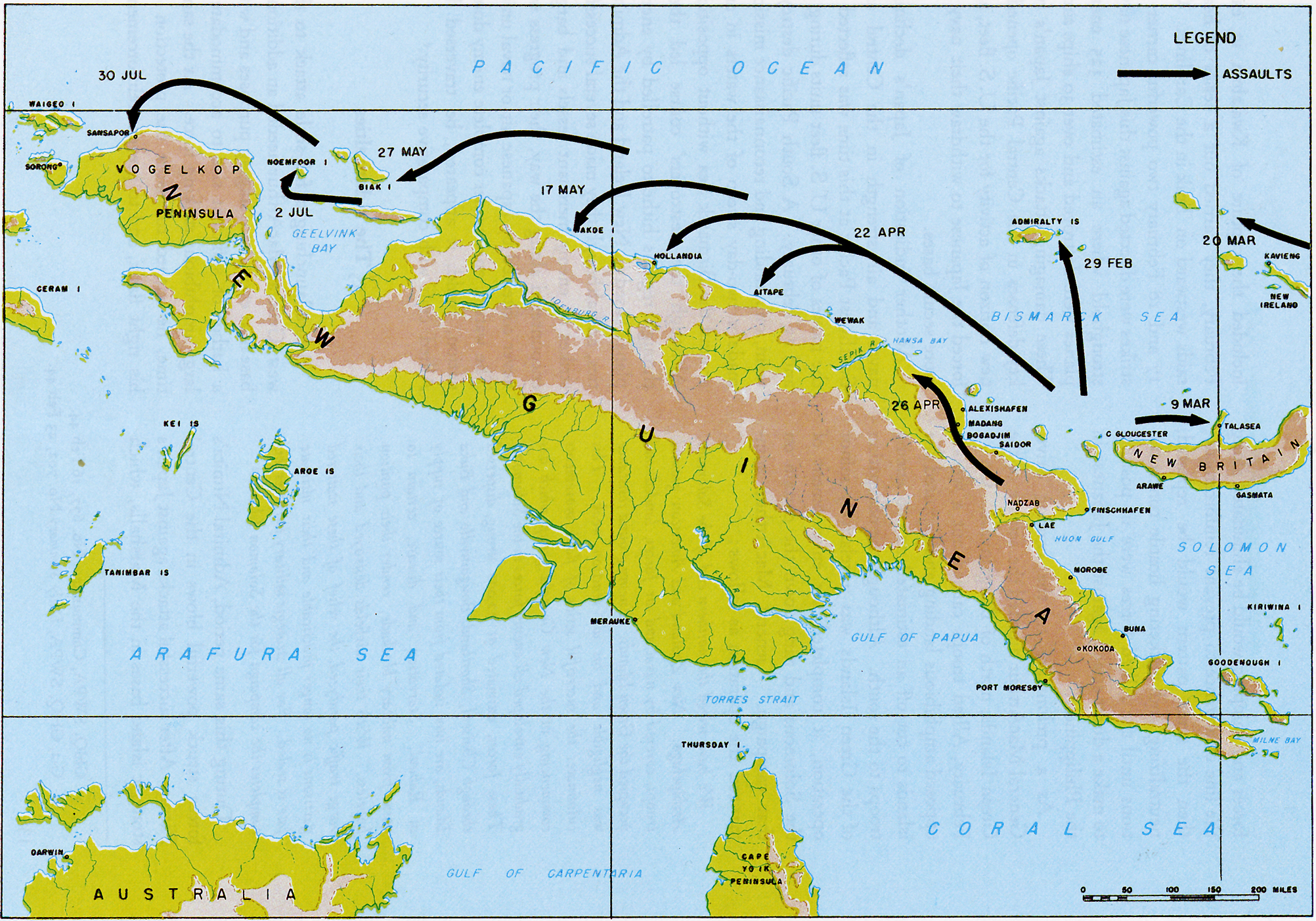
盟軍登陸西新幾內亞的進攻路線

西新几内亚战役是第二次世界大战新几内亚战役其中的一系列行动。荷屬东印度群岛的皇家陆军、美国和澳大利亚军队袭击了日本在荷屬新幾內亞西北沿海地区和澳大利亚领土新几内亚毗邻部分的基地和阵地。这场战役以鲁莽和迫害行动开始，1944年4月22日，美国陆军第一军在荷兰迪亚和艾塔佩登陆。新几内亚西部的战斗一直持续到战争结束。